# Albert Humblot
Pour les articles homonymes, voir Humblot.
Émile Albert Léon Humblot, né le 21 décembre 1881 à Paris 20e et mort le 25 mars 1962 à Neuilly-sur-Seine, est un officier supérieur français.
Commandant des troupes françaises au Levant en 1942-1944, il fut adjoint au haut-commissaire de France au Levant et délégué de la France Libre.

## Biographie
Né au domicile de ses parents 146, rue de Belleville à Paris, Albert Humblot est le fils de François Théotime Jérémie Humblot, employé des Postes et télécommunications et d'Hortense Laval, institutrice, tous deux originaires du Pont-de-Planches (Haute-Saône).

### Carrière militaire
Élève de l'École polytechnique (X 1901), Albert Humblot sort en 1903 dans l’artillerie coloniale, fait ses classes à Toul et à Lorient puis à l'École d’application de l’artillerie et du génie de Metz. Il est lieutenant au Sénégal et en Guinée. 
D'août 1914 à janvier 1915, il est capitaine de groupe des forts et fortifications maritimes à Brest. Le 31 janvier 1915, il rejoint le 2e régiment d'artillerie coloniale, en tant que commandant du fort du Mont-Vaudois, au sud-est de la place de Belfort. De septembre à décembre 1915, son régiment est envoyé sur le front en Champagne où il commande une batterie de 155 C. 
Le 13 janvier 1916, il est versé dans l’Armée d’Orient en tant que commandant du 3e groupe du 117e régiment d’artillerie lourde.
De décembre 1916 à juillet 1918, sous les ordres du général Sarrail puis du général Guillaumat, il est blessé à plusieurs reprises et reçoit cinq citations, la croix de guerre et la Légion d’honneur.
Le 15 septembre 1918, à la bataille de Dobro Polje, en Macédoine, l'Armée française et ses alliés serbes, commandés par le général Louis Franchet d'Espérey, enfoncent le front bulgare ; mais l'armistice de novembre vient interrompre l'élan victorieux.
Dans l’armée du Danube, le commandant Humblot est sous-chef d’état-major du général Berthelot et affronte les bolcheviks jusqu’en 1919.
Remarié en août 1920, Albert Humblot retrouve le Sénégal en 1921 puis l’Indochine en 1925 où, trois années durant, il déploie ses talents d’organisateur au cap Saint-Jacques. 
Après son retour en France dans la garnison au 12e RAC à Auch pendant deux années, le lieutenant-colonel Humblot est affecté à Beyrouth en 1931 et est promu colonel en 1932. 
En 1933, il est chef de corps du 3e RAC à Joigny. En 1936, il dirige l’École militaire d’artillerie coloniale à Nîmes. En 1938, il est réaffecté au Liban, puis promu général de brigade en 1939. 
Avec le général Catroux, il rejoint dès le début 1941 la France libre du général de Gaulle. En juin 1941, les troupes de Vichy commandées par le général Dentz, soutenues par les Allemands, s’opposent à celles de la France libre et de l'Armée britannique.
Albert Humblot, promu général de division fin 1941, devient l'adjoint du général Catroux. Il organise le voyage du général de Gaulle en août-septembre 1942 au Liban et en Syrie et se fait diplomate face aux Anglais du général Spears, désireux d’évincer la France du Levant. 
Il devient adjoint du général Beynet qui succède au général Catroux et à l'ambassadeur Jean Helleu.
Il prend sa retraite en avril 1946 et vit à Nice et Paris.  
Il est élevé à la dignité de grand officier de la Légion d'honneur en mai 1945.